# Elsmere (Delaware)
Elsmere je gradić u američkoj saveznoj državi Delaware. Prema popisu stanovništva iz 2010. u njemu je živjelo 6.131 stanovnika.